# Tanjung Pasir (Tanah Merah)
Tanjung Pasir is een bestuurslaag in het regentschap Indragiri Hilir van de provincie Riau, Indonesië. Tanjung Pasir telt 2550 inwoners (volkstelling 2010).